# Réseau santé social
 (avril 2014).
Le Réseau santé social (RSS) est une entreprise française qui assure la collecte et le transport des Feuilles de Soins Électroniques (FSE) de plus de 70 000 professionnels de santé en 2008.
En 1997 le réseau RAMAGE à la norme X.25 propriétaire de la CNAM et son protocole XModem sont dépassés. Le protocole de communication TCP/IP permettait alors de réaliser en standard des connexions à 28.800 bauds au lieu des 2.400 de RAMAGE. En pratique cela divisait par douze la durée des échanges d'où des économies importantes en particulier sur la taille des systèmes informatiques de réception des flux, on les appelle les "frontaux", à déployer au niveau des 9 CTI (Centre de Traitement Informatique) des Caisses. 
Un appel d'offres pour l'opérateur de ce réseau avait été lancé en février 1997. Il sera bouclé le 15 septembre 1997. Les candidats en lice pour la concession étaient :
1. France Télécom,
2. La Poste,
3. Cap Gemini,
4. Cegetel (à l'époque filiale du groupe Générale des eaux)
5. et Cegedim.

Le choix de l'opérateur a été entériné après plusieurs reports le 31 décembre 1997. Après avoir écarté Cegedim et Cap Gemini, le jury, présidé par Christian Prieur, conseiller-maître à la Cour des comptes, composé de six représentants de l'administration et de six personnalités qualifiées, a reçu séparément France Télécom, La Poste et Cegetel pour étudier les prétentions financières de chacun. À l'unanimité, finalement le jury préférera Cegetel aux deux autres candidats. Le ministère de l'Emploi et de la Solidarité indiquait alors que le projet Cegetel l'avait emporté pour des raisons « de prix, de coût d'utilisation et d'adaptabilité aux autres réseaux ».  Martine Aubry signait le 5 mars 1998, pour une durée de 5 ans, le volumineux contrat de concession du RSS . 
Cegetel, via sa filiale Cegetel.rss créée à cette occasion, obtint la concession de service public du Réseau santé social pendant 5 ans, de novembre 1998 à octobre 2003. Initialement, Cegetel avait estimé à environ 15 millions d’euros l’investissement pour réaliser le RSS mais estimait parvenir en cinq ans à un chiffre d’affaires total de l’ordre de 150 millions d’euros. La concession ouvrait à Cegetel.rss trois sources de rémunération : un abonnement payé par les médecins, un forfait payé par les établissements de santé et un forfait par feuille de soins transmise payé par l'Assurance Maladie. Le contrat prévoyait 0,03 € par FSE, puis après le 500 millionième document 0,015 €, puis 0,007 6 € après le premier milliard de factures acheminées. 
Le challenge industriel était difficile. On estimait alors que 4 millions de feuilles de sécurité sociale étaient émises chaque jour. Avec la dématérialisation des flux, chaque poste de professionnel de santé devait être relié à 300 organismes différents d'assurances maladie (Caisses primaires et complémentaires). Le réseau devait donc accepter sur 10 heures ouvrables 40 000 à 400 000 documents à l'heure.
Sur le plan technique, le Réseau santé social utilisait les réseaux préexistants de Cegetel (70 points de présence) et de Télécom Développement, une filiale commune de Cegetel et de la SNCF, utilisant le réseau optique installé sous les voies ferrés.  
Le calendrier prévoyait un déploiement progressif avec ouverture le 2 avril 1998 en Bretagne, la Champagne-Ardenne-Lorraine le 15 mai et le raccordement de la France métropolitaine avant le 28 février 1999. Le Morbihan a été le premier département où a été déployé le RSS. La Champagne-Ardenne-Lorraine était bien connectée le 15 mai. En Pays de Loire, le RSS qui devait être opérationnel début septembre est repoussé au 1er novembre 1998. Fin novembre 1998, Cegetel avait réussi à déployer sur l'ensemble du territoire métropolitain le Réseau santé social.
Le contrat de concession prévoyait la mise en place d'un réseau de communication et d'information pour le monde sanitaire et social, afin d'améliorer les conditions d'exercice des professionnels de santé et la qualité du service rendu aux patients . Cet intranet devait proposer un réseau de messagerie sécurisé par chiffrement et authentification secondaire à l'usage de la CPS (Carte de Professionnel de Santé) et permettre la diffusion d'alertes épidémiologiques et sanitaires. Le RSS devait supporter des services concourant à l'amélioration de la pratique médicale comme des bases de données médicales, des logiciels d'aide à la prescription ainsi que des logiciels d'aide au diagnostic. Ces services devaient auparavant être agréés par l'État après avis d'un comité. Le 25 août 1998 un arrêté  officialise la création  d'un comité consultatif de 17 membres "pour l'agrément des applications du réseau santé social" présidé par Christian Babusiaux. Durant ses trois ans d'existence, ce comité agréera dans la plus parfaite indifférence des professionnels de santé une cinquantaine de sites et services  . La messagerie sécurisée par la CPS sera très peu utilisée.
Olivier Hesse était nommé directeur général de la société le 1er septembre 1999 remplaçant Jean-François Deschamps qui allait diriger Libéralis  un réseau concurrent mis en place pour assurer la TDU (Transmission de Données aux Unions), mais avec bien peu de succès, par les Unions Régionales de Médecins Libéraux. 
Cette concession avait été prolongée ultérieurement d'un an. 
Cet intranet a assuré jusqu'au 31 octobre 2004, la transmission électronique des feuilles de soins électroniques pour les régimes d’assurance maladie obligatoire et pour les organismes concentrateurs techniques (OCT).
Selon un article du quotidien Les Échos du 8 octobre 2004, après des pertes cumulées de 66 millions d'euros entre 1998 et 2002, c'est seulement en 2003 que pour un chiffre d’affaires de 23 millions d'euros, l'intranet fera son premier bénéfice net de 3,5 millions d'euros. Au moment de la fin de concession, le RSS employait 50 personnes (73 l’année précédente), revendiquait 63 000 clients professionnels de santé libéraux et 600 sites hospitaliers raccordés à son réseau. Le RSS déclarait avoir transporté en six ans, environ 2,6 milliards de FSE. 
Le RSS n'avait qu'un monopole, c'était celui du transit exclusif des flux SESAM-VITALE vers la caisse inter-régime. Pour l'adressage des FSE, les professionnels de santé pouvaient opter pour un autre fournisseur d'accès à Internet. La boîte aux lettres du Professionnel de Santé pouvait être gérée par un réseau tiers (annexe 4bis du cahier des charges). C'est dans cette brèche que vont s'engouffrer deux candidats malheureux à la concession, France Telecom qui proposera Wanadoo Santé et CEGEDIM avec le réseau SantéSurf. Ces offres rencontrèrent un succès considérable car il n'y avait pas besoin d'installer le lourd kit de connexion à l'intranet utilisant la Carte de Professionnel de Santé. Le réseau Libéralis (France Telecom) lancé par les Unions Régionales de Médecins Libéraux et le réseau Medsyn proposé par le syndicat de généraliste MG France eurent nettement moins d'abonnés.
Le 1er décembre 2004, cette filiale de Cegetel, rebaptisé entre-temps Groupe SFR Cegetel (Vivendi), sera revendue à l'allemand Compugroup et continuera à fournir des services Internet pour les professionnels de santé libéraux. Olivier Hesse en restait directeur général.
Le Réseau santé social a participé fin 2006 aux expérimentations du Dossier Médical Personnel, via le consortium D3P constitué avec Microsoft France et Medcost/Doctissimo. 
Aujourd’hui, le Réseau santé social, dirigé par Franck Frayer depuis 2008, compte 50 000 abonnés professionnels de santé et propose des solutions sécurisées : accès Internet haut et bas débit, boîte aux lettres de télétransmission de feuille de soin, outils de messagerie médicale, hébergement de données médicales, sauvegarde de données en ligne, etc. 
Le Réseau santé social s'appuie sur le réseau SFR.